# Miss Grand Paraguay 2019
Miss Grand Paraguay 2019 fue la 3.ª edición del certamen Miss Grand Paraguay, cuya final se llevará a cabo el 24 de febrero de 2019 en el Centro de Convenciones del Shopping Mariscal, en la capital paraguaya, Asunción. 16 candidatas de diversos departamentos y distritos del país compitieron por el título. Al final del evento, Clara Sosa, Miss Grand Paraguay 2018 coronó a Milena Rodríguez Coronel, de Itapúa, como su sucesora.
Rodríguez representó a Paraguay en Miss Grand Internacional 2019 que se llevó a cabo en la ciudad de Caracas, Venezuela, ubicándose en el Top 21 de cuartofinalistas.

## Resultados
| Posiciones               | Departamento                    | Candidata                |
| Miss Grand Paraguay 2019 | Miss Grand Itapúa               | Milena Rodríguez Coronel |
| Primera finalista        | Miss Grand Nueva Italia         | Luján Mendoza            |
| Segunda finalista        | Miss Grand Mariano Roque Alonso | Clara Berni Prette       |
| Tercera finalista        | Miss Grand Caaguazú             | Venus Calvo              |
| Cuarta finalista         | Miss Grand Ciudad del Este      | Silvana Duarte           |
| Top 10                   | Miss Grand Asunción             | Paloma Martins Reidl     |
| Top 10                   | Miss Grand Arroyos y Esteros    | Sol María Sánchez        |
| Top 10                   | Miss Grand Capiatá              | Sol María Pavón          |
| Top 10                   | Miss Grand San Lorenzo          | Elena Ovelar             |
| Top 10                   | Miss Grand San Pedro            | Sabrina Samudio          |

## Títulos previos
| Títulos                       | Departamento               | Candidata                |
| Mejor Proyecto No Violencia   | Miss Grand Itapúa          |                          |
| Mejor Rostro                  | Miss Grand Ciudad del Este | Silvana Duarte           |
| Miss Elegancia Misslyn        | Miss Grand Asunción        | Paloma Martins Reidl     |
| Mejor Traje Alegórico         | Miss Grand Itapúa          | Milena Rodríguez Coronel |
| Mejor Dirección Departamental | Miss Grand Amambay         | Támara Dutra Córdoba     |
| Mejor en Redes Sociales       | Miss Grand Amambay         | Támara Dutra Córdoba     |

## Candidatas
La organización presentó oficialmente a las 16 candidatas  quienes formaron parte del certamen de belleza en su etapa final.
| Departamento/Distrito           | Candidata                           | Edad | Estatura | Estudios                             |
| Miss Grand Amambay              | Támara Dutra Córdoba                |      |          |                                      |
| Miss Grand Asunción             | Paloma Martins Reidl                | 21   | 1.78     | Zootecnia                            |
| Miss Grand Arroyos y Esteros    | Sol María Sánchez Benítez           | 18   | 1.73     | Marketing y Publicidad               |
| Miss Grand Coronel Oviedo       | Brenda Flecha                       | 23   | 1.73     |                                      |
| Miss Grand Caaguazú             | Venus Calvo                         | 20   | 1.71     | Odontología                          |
| Miss Grand Capiatá              | Sol María Pavón                     | 25   | 1.71     | Arquitecta y Lic. en Administración  |
| Miss Grand Carapeguá            | Pamela Britez                       | 23   | 1.68     |                                      |
| Miss Grand Ciudad del Este      | Silvana Duarte Romero               | 20   | 1.68     | Marketing y Publicidad               |
| Miss Grand Fernando de la Mora  | María Eugenia Mora Vega             | 24   | 1.73     |                                      |
| Miss Grand Itapúa               | Milena Montserrat Rodríguez Coronel | 20   | 1.72     | Derecho y Relaciones Internacionales |
| Miss Grand Lambaré              | Melina Belén Aguayo Ocampos         | 20   | 1.72     | Arquitectura.                        |
| Miss Grand Mariano Roque Alonso | Clara Berni Prette                  | 19   | 1.70     | Marketing y Publicidad               |
| Miss Grand Nueva Italia         | Lujan Mendoza                       | 24   | 1.76     | Lic. en Ciencias Contables           |
| Miss Grand San Lorenzo          | Elena Olevar                        | 25   | 1.72     | Lic. en Ciencias Contables           |
| Miss Grand San Pedro            | Sabrina Samudio                     | 19   | 1.80     |                                      |
| Miss Grand Villa Elisa          | Diana Rojas                         |      |          |                                      |

## Datos acerca de las delegadas
Algunas de las delegadas del Miss Grand Paraguay 2017 han participado, o participarán, en otros certámenes de importancia nacionales e internacionales:
- Brenda Flecha (Caaguazú), fue Reina Reina Universo Caaguazú 2017 y participó sin éxito en Reinas de Belleza del Paraguay 2017 (Miss Universo Paraguay 2017)
- Sabrina Samudio (San Pedro) fue Miss Economía 2017, Miss Universitaria 2017 y en el 2018 fue coronada como Miss Grand San Pedro.
- Maria Eugenia Mora (Caaguazú) fue Miss Fernando de la Mora 2017
- Paloma Reidl (Asunción) fue Reina Asunción Mundo 2018 pero no participó en el Miss Mundo Paraguay 2018.